# Det mystiske Mord
Det mystiske Mord er en amerikansk stumfilm fra 1917 af Reginald Barker.

## Medvirkende
- William Desmond som Horace Lee.
- Robert McKim som Donald Greene.
- J. Barney Sherry som Richard Deering.
- Margaret Thompson som Evelyn Deering.
- Joseph J. Dowling